# فيلوزي
فيلوزي (بالروسية: Виллози) هي مدينة في مقاطعة لينينغراد أوبلاست في روسيا.
يبلغ عدد سكانها حوالي 3000 نسمة.